# 楊豐
杨阿若（2世纪—3世纪），后名杨丰，字伯阳，酒泉郡（治今甘肃省酒泉）人，东汉末年、三国时曹魏游侠。
杨阿若少年时游侠，常做报仇解怨的事，当时人说他：“东市相斫杨阿若，西市相斫杨阿若。”建安十四年（209年），酒泉郡太守徐揖捕杀当地一霸黄姓豪强。全家仅黄华、黃昂得以逃脱，黄昂一心报仇。变卖家中粮食和黄金，招募党徒一千多人来反叛。徐揖据城死守。杨阿若此时并不在城中，但见到黄昂如此不义，告知徐揖，徐揖托付妻儿予杨丰命与庞淯到酒泉张掖求援军。赴援路中闻酒泉城破徐揖被杀乃止，张掖郡豪强和鸾趁机杀太守占据酒泉，二郡合势。黄昂憎恨杨丰不附已重金悬赏诛杀杨丰。杨丰逃附武威郡太守张猛，张猛任命杨丰为都尉，让杨丰为徐揖报仇。杨丰单骑入南羌，领骑千余攻酒泉城。未到三十里，让大家下马，拉着柴草扬尘。酒泉郡人望见尘起，以为东方大兵来到，于是逃散。黄昂独自逃出，羌人抓获黄昂，杨丰对黄昂："你之前想要生系我颈，今反为我所系，还说什么？"杨丰诛杀黄昂。此时黄华在外闻讯率兵回师击败杨丰。此时敦煌太守马艾病逝，敦煌郡推举功曹张恭代理郡长史，杨丰遂西投敦煌郡。魏文帝黄初元年（220年），魏军平定河西，张掖和鸾酒泉黄华投降，杨丰回到酒泉郡。酒泉郡举他为孝廉，凉州表奏他为义勇，朝廷下诏命他为驸马都尉。二十馀年后，病终。